# عواقب غير مقصودة

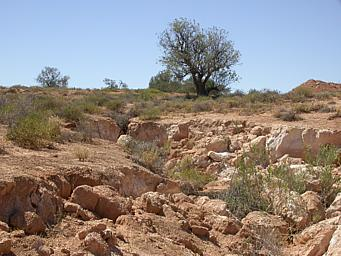
تآكل أخدود في أستراليا بسبب الأرانب. فإطلاق الأرانب في أستراليا بهدف الصيد تسبب بعواقب بيئية غير مقصودة خطيرة

في العلوم الاجتماعية، العواقب غير المقصودة (أو العواقب غير المتوقعة) هي النتائج غير المتوقع حدوثها وغير مقصودة من عملية أو فِعْل معين. شاع هذا المصطلح في القرن العشرين على يد عالم الاجتماع الأمريكي روبرت ميرتون.
يمكن تجميع العواقب غير المقصودة في ثلاث مجموعات:
- «فائدة غير متوقعة»: وهي فائدة إيجابية غير متوقع (ويشار إليها أيضاً بالحظ أو السرنديبية أو المفاجأة).
- «عيب غير متوقع»: وهو محدِّد غير متوقع يحدث مع التأثير المطلوب لمخطط سياسة ما (على سبيل المثال الري يوفر الناس بالمياه للزراعة لكنه قد يزيد من الأمراض المنقولة عن طريق المياه التي لها أثار صحية مدمّرة كداء البلهارسيات).).
- «نتيجة منحرفة»: النتيجة المنحرفة هو حدوث عكس ما كان مرجوّاً (عندما يزيد الحلّ المرجو المشكلة سوءاً). ويسمى ذلك أحياناً بـ«نتائج عكسية».

## الأسباب
من الأسباب المحتملة للعواقب غير المقصودة التعقّد المتأصل في العالم (أجزاء من نظام يستجيب للتغييرات في البيئة)، الحوافز الضارة خداع النفس البشرية، الغباء، الفشل في أخذ الطبيعة البشرية في الحسبان أو الانحياز المعرفي أو الانحياز العاطفي. من المكونات الفرعية للتعقيد بالمعنى العلمي طبيعة الفوضى في الكون وخاصة نوعية التغيّرات الصغيرة التافهة بوجود تأثيرات بعيدة المدى (على سبيل المثال تأثير الفراشة).
أدرج روبرت ميرتون عام 1936 خمسة أسباب محتملة للعواقب غير المتوقعة:
1. الجهل، يجعل من المستحيل توقع كل شيء، ما سبب تحليلاً غير مكتملاً
2. أخطاء في تحليل المشكلة أو اتباع عادات استخدمت في السابق لكن قد لا تنطبق هذه العادات على الوضع الحالي
3. مصالح مباشرة تتجاوز المصالح طويلة الأمد
4. القيم الأساسية التي قد تتطلب أو تمنع إجراءات معينة حتى لو كانت النتيجة على المدى الطويل غير محبّذة (قد تسبب هذه العواقب طويلة المدى في نهاية المطاف تغييرات في القيم الأساسية)
5. نبوءة ذاتية الفشل، أو الخوف من بعض العواقب التي تدفع الناس لإيجاد حلول قبل حدوث المشكلة، وبالتالي لا يتم توقّع أن المشكلة قد لا تحدث.